# 1164
1164 (MCLXIV) a fost un an bisect al calendarului iulian.

## Evenimente
- 30 ianuarie: O adunare a nobililor și episcopilor din Anglia ținută la Clarendon conduce la constituția de la Clarendon, un compromis între biserică și stat; clerul renunță la unele privilegii.
- 16-17 februarie: Noi inundații în Țările de Jos și în nordul Germaniei.
- 24 aprilie: Conducătorul militar Shirkuh ocupă Bilbeis, în Egipt.
- 1 mai: Corpul expediționar trimis de Nur ad-Din în Egipt pătrunde în Cairo, unde îl restabilește pe vizirul Shawar.
- 6 iulie: Bătălia de la Verchen, în apropiere de Demmin: ducele Henric Leul de Saxonia și regele Valdemar I al Danemarcei îi înfrâng pe slavii obodriți și invadează Pomerania.
- 3 august: Susținut de genovezi, Barason este consacrat ca rege al Sardiniei de către arhiepiscopul de Liege; se reia războiul dintre Genova și Pisa pentru influență în Sardinia.
- 5 august: Uppsala este recunoscută ca sediu metropolitan al bisericii suedeze; primul arhiepiscop este un călugăr cistercian, consacrat la Sens de către papa Alexandru al III-lea.
- 12 august: Victorie a lui Nur ad-Din la Harim asupra cruciaților; cad prizonieri mai mulți baroni din Antiohia și Tripoli, iar Harim este pierdut de către cruciați.
- 14 septembrie: Bulă a papei Alexandru al III-lea, care confirmă ordinul religios și militar de Calatrava, în Castilia.
- 18 octombrie: Nur ad-Din, emirul de Damasc, ocupă Panyas de la cruciați.
- 26 octombrie: Regele Amalric I al Ierusalimului este nevoit să renunțe la asediul asupra Bilbeis; cruciații se retrag din Egipt.
- 1 noiembrie: Thomas Becket părăsește Anglia pentru a obține sprijin din partea papei Alexandru al III-lea și a regelui Ludovic al VII-lea al Franței, ca urmare a contestării deciziei regelui Henric al II-lea de a insista în inițiativa ca toți supușii, inclusiv clerul, să fie judecați de către tribunalele regale; suveranul francez îi acordă azil politic, în pofida amenințărilor lui Henric al II-lea, iar Becket se stabilește la Pontigny, iar apoi la Sens.

### Nedatate
- aprilie-mai: Intervenția în Egipt a generalului kurd Shirkuh, unchiul lui Saladin, trimis de către atabegul de Damasc, Nur ad-Din, pentru a-l restabili pe vizirul Shawar.
- iulie: O expediție a cruciaților, aliată cu trupele lui Shawar, îl asediază pe Shirkuh în Bilbeis.
- Bizanțul intervine din nou în luptele interne din Ungaria; împăratul Manuel I Comnen își căsătorește fiica, Maria, cu pretendentul Bela, obținând de la acesta Croația, Dalmația și Bosnia; tabăra adversă face apel la împăratul Frederic Barbarossa.
- Cardinalii din tabăra împăratului Frederic Barbarossa aleg pe Pascal al III-lea.
- Este atestată prima mențiune a orașului Tver, în Rusia.
- Prima atestare documentară a localității Crasna (județul Sălaj).
- Regele Olaf al II-lea al Norvegiei este canonizat, devenind Sfântul Olaf.
- Un tratat comercial permite negustorilor din Marsilia și Savona să își desfășoare activitatea în porturile stăpânite de almohazi în Africa de nord.

## Arte, Știință, Literatură și Filozofie
- Arhiepiscopul Rainald de Dassel strămută moaștele magilor de la Milano, distrus de trupele imperiale, la Köln.

## Înscăunări
- 3 august: Barason, rege al Sardiniei.
- Magnus Elingsson, rege al Norvegiei (1164-1177)
- Pascal al III-lea (n. Guido di Crema), antipapă (1164-1168)

## Nașteri
- 28 decembrie: Rokujo, împărat al Japoniei (d. 1176).
- Frederic al V-lea, duce de Suabia (d. 1170).

## Decese
- 20 aprilie: Victor al IV-lea, antipapă (n. 1095).
- 19 iunie: Sfânta Elisabeta de Schonau, călugăriță benedictină din Germania (n. 1129).
- 14 septembrie: Sutoku, împărat al Japoniei (n. 1119).
- 23 decembrie: Sfântul Armand, episcop de Brixen (n. ?)
- 31 decembrie: Ottokar al III-lea, margraf de Stiria (n. ?)
- Sviatoslav Olgovici, cneaz de Novgorod-Severski (n. ?)